# タキトゥス

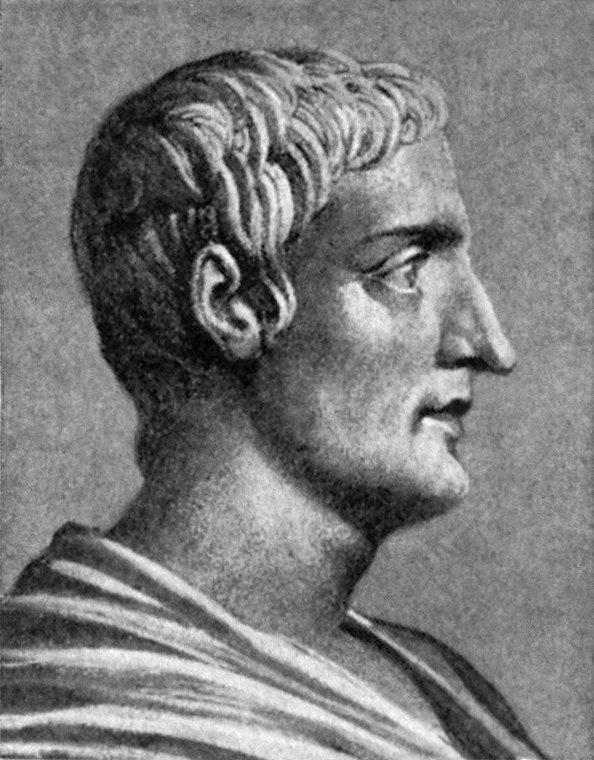
タキトゥスの横顔

コルネリウス・タキトゥス（Cornelius Tacitus, 55年頃 - 120年頃）は、帝政期ローマの政治家、歴史家。個人名はプブリウス（Publius）ともガイウス（Gaius）ともいわれるがどちらかは不明で、通常は個人名を除いて表記される。サルスティウス、リウィウスらとともに古代ローマを代表する歴史家の一人であり、いわゆるラテン文学白銀期の作家として知られる。その著作では、ローマ皇帝ティベリウス・カエサルの治世中にユダヤ総督ポンテオ・ピラトがイエス・キリストを処刑したことも書いている。

## 概略
属州出身者であり、かつ騎士身分の出であった。アグリコラの女婿となり、元老院議員となる。97年にはルキウス・ウェルギニウス・ルフスの死を受けて補充執政官に就任している。
著作はローマ帝国の衰亡を憂い、共和制時代の気風の回復を訴えるものが多い。これはタキトゥスが「頽廃」の影響の少ない属州出身者、騎士身分の出身であったこと、フラウィウス朝下でローマの風俗の引き締めが見られたこと、ドミティアヌス治下で「暴君」を経験したことなどが考えられる。またタキトゥスの著作がネルウァ、トライヤヌス治下で書かれており、自由な言論が許される環境であったことも考慮すべきである。
共和政時代からの伝統である元老院主導による政治を懐かしむ傾向が強い。全体的に元老院を重んじた皇帝達（特にトライヤヌス）に対する評価は高く、元老院を軽んじたり元老院に対して対決姿勢を取った皇帝（ティベリウスやドミティアヌス）に対する評価は低い。特にティベリウス帝に関してはある程度の業績を認めつつもかなり辛辣に書かれている。そのためモムゼンをはじめとする後世の歴史家達がティベリウスの再評価を進めるまではタキトゥスの言う「悪帝」との評価が一般的であった。

## 備考
3世紀の軍人皇帝時代のローマ皇帝の1人マルクス・クラウディウス・タキトゥスはタキトゥスの末裔を称していたが、実際には何の関係も無かったらしい。

## 著作
現代に伝わる著作は以下の5作のみであるが、主著の『同時代史』と『年代記』は、いずれも部分的にしか現存していない。
- 『アグリコラ（英語版）』Agricola（98年）
  - タキトゥスの岳父アグリコラの伝記。属州ブリタンニア総督（任期77年-84年、ただし78年-85年の説もある）。
- 『ゲルマーニア』Germania（98年）
  - ゲルマンニ諸部族とゲルマニアの地誌・民族誌。
- 『雄弁家についての対話（英語版）』Dialogus de Oratoribus（102年）
  - 対話形式の雄弁論。3人の論者が登場し、共和制期と帝政期の弁論の文体の違い、雄弁の価値などについて語る。現存するタキトゥスの著作で唯一、日本語訳されていない。
- 『同時代史（英語版）』Historiae（105年）
  - 全12巻。「四皇帝の年」からドミティアヌス帝暗殺（96年）までを扱った歴史書（69年 - 96年）といわれるが、完全に現存するのは最初の4巻分（69年 - 70年）で、第5巻は断片のみ、第6巻以降は完全に欠落している。そのため現存するのは四皇帝の内乱（68年 - 70年）とユダヤ戦争（66年 - 74年）の部分のみである。
- 『年代記（英語版）』Annales（117年）
  - 全18巻。ティベリウス帝即位（14年）からネロ帝の自殺（68年）までを扱った歴史書（14年 - 68年）。ただし、全体の約三分の一（第5巻の大部分と第6巻の最初の数節、第7巻から第10巻、第16巻途中から最終第18巻まで）が欠落している。このため、親衛隊長セイヤヌスの失脚（31年）、クラウディウス帝の即位（41年）とブリテン島侵攻（英語版）（43年 - 84年）、ネロ帝の自殺（68年）などの部分は現存していない。

## 日本語訳
- 『ゲルマーニア』泉井久之助訳、岩波文庫、1979年（改訳版）
- 『ゲルマニア・アグリコラ』國原吉之助訳、ちくま学芸文庫、1996年
- 『同時代史』國原吉之助訳、筑摩書房、1996年／ちくま学芸文庫、2012年
- 『年代記』國原吉之助訳、岩波文庫（上・下）、1981年（改訂版）
- 『世界古典文学全集22 タキトゥス』國原吉之助訳、筑摩書房、1965年 - 度々復刊
『年代記』、『アグリコラ』、『ゲルマニア』を収録 - 文庫判の元版
- 『年代記 前編・後編』ヴァルター・ゾントハイマー独訳版、岡崎邦博訳、みやび出版、前篇2007年、後編2010年